# Port lotniczy Kitzebour
Port lotniczy Kitzebour – port lotniczy zlokalizowany w miejscowości Medernach w Luksemburgu. Obsługuje głównie połączenia krajowe.